# マルチチャンネルネットワーク
マルチチャンネルネットワーク（英: multi-channel network、MCN）は、YouTube、TikTok、Weibo、WeChat、bilibili、淘宝網、小紅書などインターネットメディアで複数のインフルエンサー（YouTuber、TikTokerなど）と提携し、コンテンツ制作・配信・デジタル著作権管理・収益化・営業など総合的なサポートをする組織の総称である。

## 歴史
消費者生成メディアのマネジメント組織は、インターネットを通したメディア配信サービスであるYouTube・Hulu・Netflixなどが台頭し始めた2000年代より登場している。インターネットを通したメディア配信はコンテンツの制作会社・放送局・視聴者の区分を曖昧にした消費者生成メディアの配信プラットフォームを提供した。メディア視聴者は消費者生成メディアの手軽さにより自身がメディアの制作者・配信者となり、オバマ・ガールのようなコンテンツをインターネットを通して配信した。この頃のコンテンツは動画共有サービスのウェブサイトから配信する動画コンテンツではなく、自身のウェブサイトから直接配信する動画コンテンツも少なからずあった。例えば、オバマ・ガールは元々はファンサイト「BarelyPolitical.com」から直接配信するコンテンツであった。アーブ・スキャネルとフレッド・セイバートたちは2007年1月にGCMの制作および配信を手助けする企業「Next New Networks」を設立した。Next New Networksは自身を「新しい種類のメディア企業」と表現し、BarelyPolitical.comとオバマ・ガールのような、消費者生成メディアを配信するタレントのウェブサイト運営と動画作成をサポートした。
「マルチチャンネルネットワーク」という用語は、2012年にYouTubeがNext New Networksを吸収した際に、YouTubeに勤務するジェド・シモンズが提起した。YouTubeにとっては、自身の「チャンネル（資源）」が他者の「ネットワーク（組織）」によって一方的に消費されるという在り方に幾分の抵抗感があり、その抵抗感を緩和するための新しい価値観のブランドとして「マルチチャンネルネットワーク」が作られた。マルチチャンネルネットワークは、ネットワークがチャンネル群を活用するビジネスモデルを構築した。2010年代以降、Fullscreen、Big Frame、DanceOn、Maker Studios、Machinima、Tastemade、AwesomenessTV、BroadbandTVなど、多くのマルチチャンネルネットワークに属する組織が設立されている。同時に、マルチチャンネルネットワークは幾つかの大企業に買収されている。2014年にディズニーはMaker Studiosを5億ドルで買収、ドリームワークス・アニメーションはAwesomenessTVを通してBig Frameを1,500万ドルで買収、RTLグループはAwesomenessTVへ3,600万ドルを投資した。

## 活動
マルチチャンネルネットワークは、企業がメディアを制作してテレビやラジオなどの電波を通した放送局のチャンネルで配信するタレント活動より、個人がメディアを制作してインターネットを通したYouTubeのチャンネルで配信するタレント活動を主対象にタレントマネジメントをしている。また、タレントマネジメント以外に、視聴者の開拓、コンテンツのプログラミング、クリエイターのコラボレーション、デジタル著作権管理、収益化、営業をサポートする。マルチチャンネルネットワークはGoogleの一事業であるYouTubeを対象に活動しているが、放送局と番組制作会社の関係のような提携・支援関係にあるわけではなく、マルチチャンネルネットワークとGoogle・YouTubeの関係は独立しておりメディアの品質はGoogle・YouTubeに保障されたものではない。マルチチャンネルネットワークの本来の目的は動画投稿者のYouTubeチャンネルの活性化であるが、その目的のためにテレビやラジオでのタレント活動、ライブの物販のイベント活動、動画の作成・編集などをサポートすることもある。
マルチチャンネルネットワークに所属する動画投稿者は、YouTubeのチャンネルを通して芸能・広報などの消費者生成メディアを配信している。YouTubeで配信するためタレント活動のコンテンツは主に動画であるが、視覚的な動きのない音声放送、字幕のみのテキスト配信、ライブストリーミング、イベント出演などの形態でのタレント活動をしている場合がある。マネジメント組織に所属するタレントは、元よりテレビなどで芸能活動をしていた人、動画共有サービス上で個人で芸能・広報活動をしていた人、マルチチャンネルネットワークのタレントとして雇用された人など、出自は様々である。
マルチチャンネルネットワークはYouTubeと動画投稿者の間に立つ中間業者の立場にある。マルチチャンネルネットワークは動画投稿者のYouTubeチャンネルとメディアを管理する。マルチチャンネルネットワークを介さない場合、動画投稿者は自身でYouTubeチャンネルとメディアを管理してYouTubeからの収益を全額を得る。一方で、マルチチャンネルネットワークを介する場合、マルチチャンネルネットワークがYouTubeチャンネルとメディアを管理してYouTubeからの収益をマルチチャンネルネットワークと動画投稿者で分配して得る。マルチチャンネルネットワークはYouTubeからの収益を動画投稿者から得る代わりに、動画投稿者のチャンネルとメディアの品質向上をサポートする。動画投稿者はYouTubeからの収益をマルチチャンネルネットワークへ与える代わりに、動画投稿者個人では困難な企業を背景にした信頼性やメディア規模拡大を図る。そういう点で、両者はWin-Winの関係にある。

## 収益モデル
マルチチャンネルネットワークとの提携による収益モデルは、著名なYouTuber、ハンク・グリーンやフレディ・ウォン、やYouTube自身により模索されている。例えば、動画の作成・配信ツールの提供、動画の制作・編集設備の提供、マーケティングとプロモーション、インプレッション単価の向上、従来メディアや芸能人とのコネクション、オリジナル曲・歌のカバーライセンス、ライブイベントなどがある 。

## 批評と論争

### Machinimaの永久契約
2013年1月、YouTuber「Braindeadly」として知られているベン・ヴァカスと、マルチメディアネットワークであるMachinimaとの契約について報道され、その契約内容がYouTuberにとって著しく不利益であると批判が起きた。ヴァカスとMachinimaの契約において、Machinimaはヴァカスの動画に広告を掲載する代わりに、ヴァカスへ収益の一部を支払う。しかし、ヴァカスは見逃していたが契約書には「永久に（in perpetuity）」の文言が含まれており、これはMachinimaはヴァカスが制作しYouTubeチャンネルで配信するコンテンツに対する権利を彼の生涯にわたって保持することを意味していた。